# Francesco Pennisi (vescovo)
Francesco Pennisi (Pedara, 4 marzo 1898 – Pedara, 25 giugno 1974) è stato un vescovo cattolico italiano, 2º vescovo di Ragusa dal 1955 al 1974.

## Biografia

### Formazione e ministero sacerdotale
Entrato nel seminario arcivescovile di Catania di cui in seguito diventerà rettore, è stato ordinato presbitero il 21 agosto 1921.
Ha conseguito la laurea in teologia e filosofia a Roma.

### Ministero episcopale
Nella bolla Ad dominicum gregem del 6 maggio 1950 con cui papa Pio XII ha eretto la diocesi di Ragusa, rendendola suffraganea dell'arcidiocesi di Siracusa e ad essa unita aeque principaliter, era stata prevista anche la nomina di un vescovo ausiliare residente a Ragusa con l'incarico di vicario generale. L'11 luglio 1950 gli è stato affidato questo incarico con la nomina contestuale a vescovo titolare di Cesarea di Mauritania.
Ha ricevuto l'ordinazione episcopale il 15 agosto seguente da Ettore Baranzini, arcivescovo metropolita di Siracusa e vescovo di Ragusa, co-consacranti Guido Luigi Bentivoglio, arcivescovo coadiutore di Catania e Salvatore Russo, vescovo di Acireale.
Il 1º ottobre 1955 sempre papa Pio XII ha separato la diocesi di Ragusa da quella di Siracusa e lo stesso giorno mons. Pennisi è stato nominato vescovo di Ragusa.
Ha partecipato a tutte le sessioni del Concilio Vaticano II.
Ha lasciato il governo pastorale della diocesi il 2 febbraio 1974 e, poco tempo dopo, il 25 giugno, è morto; è stato sepolto nella cattedrale di Ragusa.
È stato autore di numerosi testi di carattere pastorale e anche di opere letterarie e teatrali.
Per i suoi meriti è stato nominato assistente al Soglio Pontificio; inoltre, a lui è intitolata la biblioteca del seminario di Ragusa.

## Opere
- Sacerdozio e poesia, Catania, Opera Vocazioni Ecclesiastiche, 1938.
- Sacerdozio tradito, Catania, Opera Vocazioni Ecclesiastiche, 1942.
- Un vescovo seminarista: cenni biografici di mons. Emilio Ferrais arcivescovo di Catania, Opera Vocazioni Ecclesiastiche, 1942.

## Genealogia episcopale
La genealogia episcopale è:
- Cardinale Scipione Rebiba
- Cardinale Giulio Antonio Santori
- Cardinale Girolamo Bernerio, O.P.
- Arcivescovo Galeazzo Sanvitale
- Cardinale Ludovico Ludovisi
- Cardinale Luigi Caetani
- Cardinale Ulderico Carpegna
- Cardinale Paluzzo Paluzzi Altieri degli Albertoni
- Papa Benedetto XIII
- Papa Benedetto XIV
- Papa Clemente XIII
- Cardinale Marcantonio Colonna
- Cardinale Giacinto Sigismondo Gerdil, B.
- Cardinale Giulio Maria della Somaglia
- Cardinale Carlo Odescalchi, S.I.
- Vescovo Eugène de Mazenod, O.M.I.
- Cardinale Joseph Hippolyte Guibert, O.M.I.
- Cardinale François-Marie-Benjamin Richard
- Cardinale Pietro Gasparri
- Cardinale Francesco Marchetti Selvaggiani
- Arcivescovo Ettore Baranzini
- Vescovo Francesco Pennisi